# Adonisea conchula
Adonisea conchula är en fjärilsart som beskrevs av Felder 1874. Adonisea conchula ingår i släktet Adonisea och familjen nattflyn. Inga underarter finns listade i Catalogue of Life.